# Gäddbandmask
Gäddbandmaskar (Triaenophorus) är parasit, bandmaskar, som har gädda som huvudvärd och som förekommer i både sött och bräckt vatten. Den vuxna parasiten är lokaliserad i gäddans tarm där den producerar stora mängder ägg som kommer ut med fiskens avföring. Äggen tas upp av hoppkräftor (copepodea). Övriga fiskar blir mellanvärd genom att äta infekterade hoppkräftor. Parasiten är ej överförbar till människa.
Det finns minst två arter av gäddbandmask, Triaenophorus nodulosus och Triaenophorus crassus som har olika fiskarter som mellanvärd och återfinns i skilda organ. Triaenophorus nodulosus finner man ofta inkapslad som vita knutor i levern på abborre, lake m.fl. arter. Triaenophorus crassus kan påträffas som långa vita trådar i muskulaturen hos sik, siklöja, regnbåge m.fl. arter.